# Ernst Thälmann - Đứa con của Giai cấp mình
Ernst Thälmann - Đứa con của Giai cấp mình (tiếng Đức: Ernst Thälmann - Sohn seiner Klasse) là một bộ phim về cuộc đời nhà cách mạng Ernst Thälmann do Kurt Maetzig và Johannes Arpe đạo diễn, ra mắt lần đầu năm 1954.

## Diễn viên
- Günther Simon... Ernst Thälmann
- Hans-Peter Minetti... Fiete Jansen
- Erich Franz... Arthur Vierbreiter
- Erika Dunkelmann... Martha Vierbreiter
- Raimund Schelcher... Krischan Daik
- Karla Runkehl... Änne Harms
- Gerhard Bienert... Otto Kramer
- Robert Trösch... Kuddel Riemöller
- Wolf Kaiser... Major Zinker
- Werner Peters... Hauptmann Quadde
- Johannes Arpe... Polizeisenator Höhn
- Martin Flörchinger... Karl Liebknecht
- Judith Harms... Rosa Luxemburg
- Steffie Spira... Clara Zetkin
- Peter Schorn... Vladimir Ilyich Lenin
- Gerd Jaeger... Iosif Stalin
- Rudolf Klix... Willbrandt
- Fritz Diez... Adolf Hitler

## Ê-kíp
- Thiết kế sản xuất: Otto Erdmann, Willy Schiller
- Phục trang: Gerhard Kaddatz, Ursula Leuschner, Walter Schulze-Mittendorff
- Âm thanh: Erich Schmidt

## Vinh danh
- Giải thưởng cấp Quốc gia CHDC Đức (1954)
- Giải thưởng Hòa hình - Liên hoan phim quốc tế Karlovy Vary (1954)

## Xem thêm

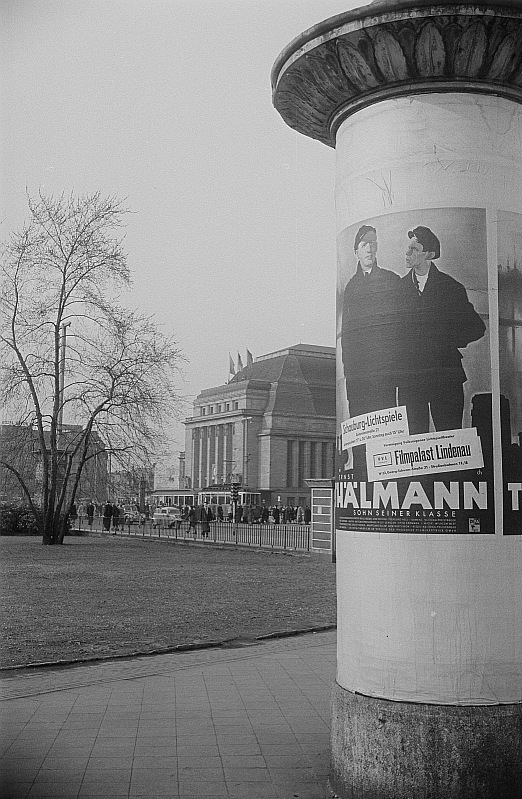
Poster bộ phim ở gần Nhà ga trung tâm Leipzig (1954)
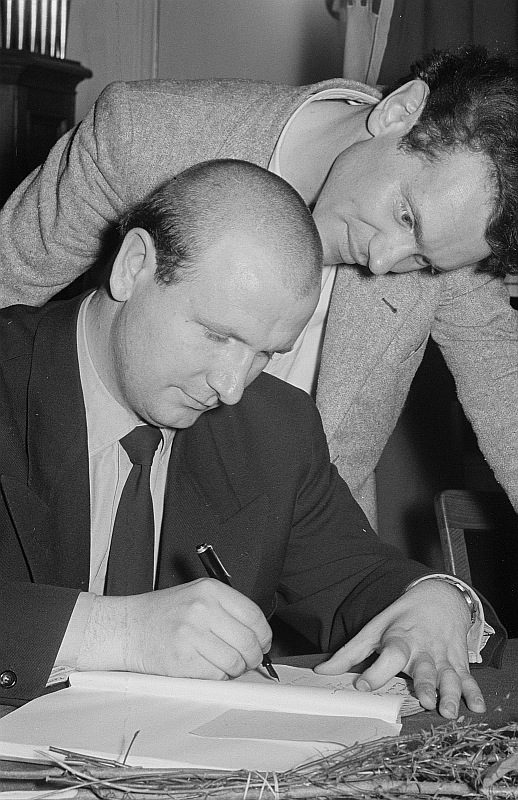
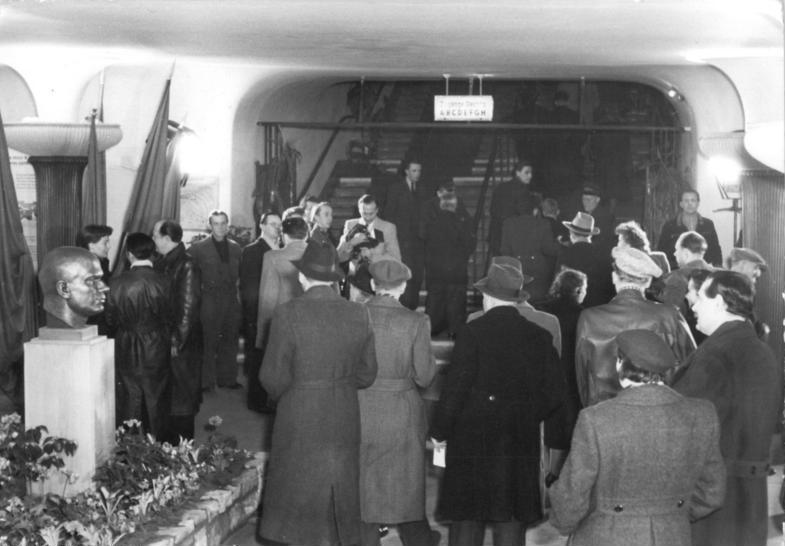